# Marcia Gay Harden
Marcia Gay Harden (San Diego, California; 14 de agosto de 1959) es una actriz estadounidense ganadora de un premio Óscar.

## Biografía
Marcia Gay Harden nació en La Jolla, San Diego, California, hija de Beverly Bushfield, ama de casa, y Thaddeus Harold Harden, un oficial de la naval nacido en Texas. Se fue a estudiar a Europa durante su juventud, pero se licenció en la Universidad de Texas en teatro en 1983. De su estancia europea aprendió a valorar ciertos conceptos como el estado de bienestar y que luego se traduciría en una carrera profesional en la que no por casualidad no faltan trabajos de corte social en películas independientes que compagina con unas más comerciales.
Harden concluyó su formación en un programa de teatro en Nueva York, tras el cual inició su carrera como actriz, aceptando pequeños papeles. Su suerte cambió en 1990 cuando Joel Coen le propuso interpretar a Verna en el filme Miller's Crossing, la mujer de un gánster encarnado por Albert Finney que vivía un romance con uno de los subordinados de aquel (Gabriel Byrne).
En 1992 llamó la atención en la película Used People, en la que Marcia se puso en la piel de Norma, una madre soltera con problemas de alcohol, que no estaba dispuesta a que nadie —ni siquiera un novio suyo psicólogo— cuestionase la salud mental de su propio hijo. Debido a que la cinta estaba plagada de estrellas como Kathy Bates, gozó de cierta difusión y el trabajo de Marcia fue apreciado por la crítica.
Ese mismo año consolidó su carrera al participar en el telefilme biográfico Sinatra, donde le tocó recrear la vida de Ava Gardner. La buena racha se completaría con su participación en la obra de teatro Angels in America (1993), por la cual obtendría una candidatura para los Premios Tony.
Un año después se sumó al reparto de Tensa espera, en la que interpretó a Cynthia la mujer de Alfred Singer (Robert Sean Leonard), un hombre necesitado de estabilidad y que volvía a su casa para esperar noticias de su hermano, dado por desaparecido en El Líbano tras una explosión. Susan Sarandon, Sam Shephard, Sean Astin, Nick Stahl y Jason London completaron el reparto. A este título le seguiría La historia de Spirit Grill, en la que encarnó a una joven que vencía su timidez tras conocer a otra mujer de su edad con un pasado tormentoso. En 1996 se casó con Thaddaeus Scheel. Ese mismo año rodó The First Wives Club, en la que aparecía como una psicóloga que le robaba el marido a una de sus clientes (Diane Keaton). 
Tras algunos papeles breves en películas como Flubber, Medidas desesperadas o ¿Conoces a Joe Black?, en 2000 su carrera cobró un fuerte impulso con dos películas. La primera fue Space Cowboys -el inicio de su asociación con Clint Eastwood- en la que interpretó a una ingeniera que se enamoraba de un veterano austronauta. La segunda fue Pollock, en la que encarnó a la pintora Lee Krasner, una mujer harta del egoísmo de su marido Jackson Pollock. A pesar de que no estuvo nominada a los Globos de Oro ni a los Premios del Sindicato de Actores, ganó sorprendentemente el Óscar a la mejor actriz de reparto frente a Frances McDormand, Judi Dench, Kate Hudson y Julie Walters.
Trabajó nuevamente a las órdenes de Clint Eastwood en Mystic River dando vida a la esposa de Dave, una mujer débil, miedosa, dudosa y sin confianza en su marido. Esta interpretación le valió una nominación al Oscar 2003 como mejor actriz de reparto.
En 2009 apareció en la película para televisión The Courageous Heart of Irena Sendler donde interpretaba a la madre de una mujer polaca (Anna Paquin) que arriesgó su vida por salvar a más de 1000 niños judíos durante la 2.ª Guerra Mundial, su interpretación le valió una nominación a los Emmy. Ese mismo año apareció en la serie Damages, interpretando a la abogada de Ultima National Resources, Claire Maddox.

## Filmografía parcial

### Cine
| Año  | Película                       | Director             | Personaje                                     |
| ---- | ------------------------------ | -------------------- | --------------------------------------------- |
| 1990 | Miller's Crossing              | Joel Coen            | Verna Bernbaum                                |
| 1992 | Used People                    | Beeban Kidron        |                                               |
| 1995 | Tensa espera                   | Robert Alan Ackerman |                                               |
| 1995 | The Daytrippers                | Greg Mottola         |                                               |
| 1996 | The First Wives Club           | Hugh Wilson          |                                               |
| 1996 | Far Harbor                     | John Huddles         | Arabella                                      |
| 1996 | Espía como puedas              | Rick Friedberg       | Miss Cheevus                                  |
| 1997 | Medidas desperadas             | Harold Becker        |                                               |
| 1997 | Flubber y el profesor chiflado | Les Mayfield         | Doctor Sara Jean Reynolds                     |
| 1997 | La historia de Spitfire Grill  | Lee David Zlotoff    |                                               |
| 1998 | ¿Conoces a Joe Black?          | Martin Brest         | Allison Parrish                               |
| 1999 | Llamada a escena               | Peter Yates          |                                               |
| 2000 | Pollock                        | Ed Harris            |                                               |
| 2000 | Space Cowboys                  | Clint Eastwood       | Sara Holland                                  |
| 2001 | Tardes de Gaudí                | Susan Seidelman      |                                               |
| 2002 | Casa de los baby               | John Sayles          |                                               |
| 2003 | Mystic River                   | Clint Eastwood       | Celeste Boyle                                 |
| 2003 | La sonrisa de Mona Lisa        | Mike Newell          |                                               |
| 2003 | Casa de los babys              | John Sayles          |                                               |
| 2004 | P.S.                           | Dylan Kidd           |                                               |
| 2004 | Bienvenido a Mooseport         | Donald Petrie        |                                               |
| 2005 | Bad News Bears                 | Richard Linkrater    |                                               |
| 2005 | American Gun                   | Aric Avelino         |                                               |
| 2006 | The Dead Girl                  | Karen Moncrieff      |                                               |
| 2006 | The Hoax                       | Lasse Hallström      | Edith Irving                                  |
| 2006 | American Dreamz                | Paul Weitz           |                                               |
| 2007 | The Invisible                  | David S. Goyer       |                                               |
| 2007 | Into the Wild                  | Sean Penn            |                                               |
| 2007 | Rails & Ties                   | Alison Eastwood      |                                               |
| 2007 | La niebla                      | Frank Darabont       | Mrs. Carmody                                  |
| 2009 | The Maiden Heist               | Peter Hewitt         |                                               |
| 2009 | Whip It                        | Drew Barrymore       |                                               |
| 2010 | The No Game                    | Sherry Horman        |                                               |
| 2011 | Detachment                     | Tony Kaye            | Carol Dearden                                 |
| 2013 | If I were you                  | Joan Carr-Wiggin     | Madelyn Reed                                  |
| 2013 | Parkland                       | Peter Landesman      | Enfermera Doris Nelson                        |
| 2014 | Elsa & Fred                    | Michael Radford      | Lydia Barcroft                                |
| 2014 | Magic in the Moonlight         | Woody Allen          | Señora Baker                                  |
| 2015 | Cincuenta sombras de Grey      | Sam Taylor-Wood      | Dra. Grace Trevelyan Grey, madre de Christian |
| 2015 | Grandma                        | Paul Weitz           | Judy                                          |
| 2017 | Cincuenta sombras más oscuras  | James Foley          | Dra. Grace Trevelyan Grey, madre de Christian |
| 2018 | Cincuenta sombras liberadas    | James Foley          | Dra. Grace Trevelyan Grey, madre de Christian |
| 2019 | Point Blank                    | Joe Lynch            | TBA                                           |
| 2021 | Moxie                          | Amy Poehler          | Directora Marlene Shelly                      |

### Teatro
| Año  | Obra              |
| ---- | ----------------- |
| 1991 | Angels in America |
| 2001 | La gaviota        |
| 2011 | God of Carnage    |

### Televisión
| Año       | Título                                                   | Director           |
| --------- | -------------------------------------------------------- | ------------------ |
| 1991      | Vicios menores                                           | Robert Markowitz   |
| 2000      | Te veré en mis sueños                                    | Graeme Clifford    |
| 2001      | The Education of Max Bickford                            | (Serie de TV)      |
| 2002      | King of Texas                                            | Uli Edel           |
| 2005-2013 | Law & Order: SVU                                         | (Serie de TV)      |
| 2009      | The Courageous Heart of Irena Sendler                    | John Kent Harrison |
| 2009      | Damages                                                  | Todd A. Kessler    |
| 2010      | Royal Pains                                              | (Serie de TV)      |
| 2012      | The Newsroom                                             | (Serie de TV)      |
| 2013      | Trophy Wife                                              | (Serie de TV)      |
| 2015      | How to Get Away with Murder (Cómo defender a un asesino) | (Serie de TV)      |
| 2015      | Code Black                                               | (Serie de TV)      |
| 2019      | The Morning Show                                         | (Serie de TV)      |
| 2019      | BoJack Horseman                                          | (Serie de TV)      |

## Premios y nominaciones
Premios Óscar
| Año  | Categoría               | Película     | Resultado |
| ---- | ----------------------- | ------------ | --------- |
| 2001 | Mejor actriz de reparto | Pollock      | Ganadora  |
| 2003 | Mejor actriz de reparto | Mystic River | Nominada  |